# Bärbel Beinhauer-Köhler
Bärbel Beinhauer-Köhler (* 1967 in Korbach) ist eine deutsche Islam- und Religionswissenschaftlerin. Ihr Fachgebiet ist Religionsgeschichte. Sie forschte und publizierte zu Tradition und Traditionswandel im Islam.

## Leben
Nach dem Magisterstudium (1986–1991) der Arabistik und Islamwissenschaft, Religionswissenschaft und Politikwissenschaft in Göttingen war sie von 1991 bis 2001 Mitarbeiterin und Assistentin, Abt. Religionsgeschichte der Spätantike und des Vorderen Orients, Fachbereich Ev. Theologie, Georg-August-Universität Göttingen. Nach der Promotion 1994 in Islamwissenschaft und der Habilitation 2000 (venia legendi: Religionswissenschaft) folgte sie 2006 dem Ruf auf die Professur für Religionswissenschaft an der Goethe-Universität in Frankfurt. 2010 übernahm sie die Professur für Religionsgeschichte, Fachbereich Evangelische Theologie, an der Philipps-Universität Marburg.

## Schriften
- Die Wissenschaft unter den ägyptischen Fatimiden, Georg Olms Verlag, Hildesheim 1994, ISBN 978-3-487-09942-2 (Dissertation Universität Göttingen).
- Fāṭima bint Muḥammad.Metamorphosen einer frühislamischen Frauengestalt, Harrassowitz Verlag, Wiesbaden 2002, ISBN 978-3-447-04572-8 (Habil.-Schrift Universität Göttingen)
- Moscheen in Deutschland. Religiöse Heimat und gesellschaftliche Herausforderung, mit Claus Leggewie, Verlag C. H. Beck, München 2009, ISBN 978-3-406-58423-7.
- Gelenkte Blicke. Visuelle Kulturen im Islam, Theologischer Verlag Zürich, Zürich 2011, ISBN 978-3-290-17613-6.
- Spielräume religiöser Pluralität. Kairo im 12. Jahrhundert, Verlag  W. Kohlhammer, Stuttgart 2018, ISBN 978-3-17-035480-7.
- Käthe Neumann, Annemarie Schimmel und Anne Marie Heiler. Frühe Beiträge zum Fach Religionsgeschichte in Marburg, mit Sonja Kristina Weeber, Lit Verlag, Münster 2021, ISBN 978-3-643-15028-8.